# Masterplan-Kommune
Masterplan-Kommunen haben sich verpflichtet, ihre Treibhausgas-Emissionen bis 2050 um 95 Prozent gegenüber 1990 und den Endenergie-Verbrauch um 50 Prozent zu senken. Auf dem Weg, diese Ziele zu erreichen, werden sie vom Bundesumweltministerium (BMUB) im Rahmen der Nationalen Klimaschutzinitiative vier Jahre lang gefördert. Die Förderung wird wissenschaftlich begleitet.
Die Ziele des Masterplan-Projekts wurden inspiriert vom Beschluss des Europäischen Rates aus dem Oktober 2009, die Treibhausgas-Emissionen bis 2050 um 80 bis 95 Prozent im Vergleich zu 1990 zu reduzieren. Dieser Beschluss soll in Deutschland mit einer Treibhausgas-Reduzierung von 95 Prozent „ambitioniert“ umgesetzt werden.

## Erste Förder-Runde 2012
In der ersten Runde im Jahr 2012 beteiligten sich 19 Kommunen, die sich im Rahmen des Wettbewerbs Masterplan 100 % Klimaschutz qualifiziert hatten. Das Fördervolumen betrug 9,5 Millionen Euro. Die Laufzeit der Förderung war auf vier Jahre angesetzt. Ziel war die 100-prozentige Umsetzung der Energiewende durch eine 100-prozentige Umstellung auf erneuerbare Energien in den Bereichen Strom, Wärme und Mobilität.
Unter anderem wurde die Stelle eines „Klimaschutzmanagers“ gefördert, der die Umsetzung des Masterplans 100 % Klimaschutz koordinieren sollte.
Die Kommunen aus der ersten Förder-Runde haben die Chance, eine zweijährige Anschlussförderung zu beantragen zur „Stärkung der zivilgesellschaftlichen Prozesse auf dem Weg zu 100 % Klimaschutz“.

## Zweite Förder-Runde 2016
Mitte 2016 kamen 22 weitere Kommunen hinzu. Das Fördervolumen beträgt 12 Millionen Euro.
Angestrebt wird u. a. eine „deutliche Reduktion der Emissionen in Industrie und Landwirtschaft“. „Auch die Bürgerinnen und Bürger müssen mitmachen und auf einen nachhaltigen Lebensstil vorbereitet werden.“ „Eine der wichtigsten Aufgaben“ sei die Herstellung von Akzeptanz für die anstehenden Veränderungen.

## Liste der teilnehmenden Kommunen
Von den 41 teilnehmenden Kommunen befinden sich allein 27 in den vier Bundesländern Hessen, Niedersachsen, Nordrhein-Westfalen und Rheinland-Pfalz. Die Länder Sachsen und Thüringen sowie die Stadtstaaten Berlin, Bremen und Hamburg sind nicht vertreten.
| Kommune                                                        | Bundesland             | Masterplan-Kommune seit | Masterplan-Download |
| -------------------------------------------------------------- | ---------------------- | ----------------------- | ------------------- |
| Bensheim                                                       | Hessen                 | 2012                    | [ 8 ]               |
| Enkenbach-Alsenborn                                            | Rheinland-Pfalz        | 2012                    | [ 9 ]               |
| Frankfurt am Main                                              | Hessen                 | 2012                    | [ 10 ]              |
| Hannover (Stadt und Region)                                    | Niedersachsen          | 2012                    | [ 11 ]              |
| Herten                                                         | Nordrhein-Westfalen    | 2012                    | [ 12 ]              |
| Marburg-Biedenkopf (Kreis)                                     | Hessen                 | 2012                    | [ 13 ]              |
| Neumarkt in der Oberpfalz                                      | Bayern                 | 2012                    | [ 14 ]              |
| Osnabrück                                                      | Niedersachsen          | 2012                    | [ 15 ]              |
| Rostock                                                        | Mecklenburg-Vorpommern | 2012                    | [ 16 ]              |
| Steinfurt (Kreis)                                              | Nordrhein-Westfalen    | 2012                    | [ 17 ]              |
| Burbach                                                        | Nordrhein-Westfalen    | 2012                    | [ 18 ]              |
| Flensburg                                                      | Schleswig-Holstein     | 2012                    | [ 19 ]              |
| Göttingen                                                      | Niedersachsen          | 2012                    | [ 20 ]              |
| Heidelberg                                                     | Baden-Württemberg      | 2012                    | [ 21 ]              |
| Kempten (Allgäu)                                               | Bayern                 | 2012                    | [ 22 ]              |
| Nalbach                                                        | Saarland               | 2012                    |                     |
| Osnabrück (Kreis)                                              | Niedersachsen          | 2012                    | [ 23 ]              |
| Rheine                                                         | Nordrhein-Westfalen    | 2012                    |                     |
| St. Ingbert                                                    | Saarland               | 2012                    | [ 24 ]              |
| Flensburg/Eggebek (Region)                                     | Schleswig-Holstein     | 2016                    | [ 25 ]              |
| Kiel                                                           | Schleswig-Holstein     | 2016                    |                     |
| Greifswald                                                     | Mecklenburg-Vorpommern | 2016                    |                     |
| Hameln-Pyrmont (Kreis) mit Schaumburg (Rinteln) und Holzminden | Niedersachsen          | 2016                    |                     |
| Steyerberg                                                     | Niedersachsen          | 2016                    |                     |
| Emden                                                          | Niedersachsen          | 2016                    |                     |
| Landkreis Lüchow-Dannenberg                                    | Niedersachsen          | 2016                    |                     |
| Braunschweig (Zweckverband)                                    | Niedersachsen          | 2016                    |                     |
| Potsdam                                                        | Brandenburg            | 2016                    |                     |
| Magdeburg                                                      | Sachsen-Anhalt         | 2016                    |                     |
| Lippe (Kreis)                                                  | Nordrhein-Westfalen    | 2016                    |                     |
| Rietberg                                                       | Nordrhein-Westfalen    | 2016                    |                     |
| Beckum                                                         | Nordrhein-Westfalen    | 2016                    |                     |
| Münster                                                        | Nordrhein-Westfalen    | 2016                    |                     |
| Gießen (Kreis)                                                 | Hessen                 | 2016                    |                     |
| Sprendlingen-Gensingen (Verbandsgemeinde)                      | Rheinland-Pfalz        | 2016                    |                     |
| Mainz                                                          | Rheinland-Pfalz        | 2016                    |                     |
| Cochem-Zell (Kreis)                                            | Rheinland-Pfalz        | 2016                    |                     |
| Kaiserslautern                                                 | Rheinland-Pfalz        | 2016                    |                     |
| Birkenfeld (Verbandsgemeinde)                                  | Rheinland-Pfalz        | 2016                    |                     |
| Stuttgart                                                      | Baden-Württemberg      | 2016                    |                     |
| Oberallgäu (Kreis)                                             | Bayern                 | 2016                    |                     |